# Попов, Николай Евгеньевич
Николай Евгеньевич Попов (3 мая 1938 года, Саратов — 14 декабря 2021 года, Москва) - художник станковой, книжной и журнальной графики, художник-постановщик мультипликационных фильмов. Заслуженный художник России (1998).

## Биография
Родился в 1938 в Саратове. Окончил МГУП в 1962. Член МОСХ с 1967, член Российской академии графического дизайна с 1995. Читал курс «Композиция» в Высшей академической школе графического дизайна. До 1970-х занимался станковой графикой, анимацией, сотрудничал в журнале «Знание-сила», основные книжные работы относятся к 1970-1980-м годам. Известность к Попову приходит с выходом проиллюстрированного им «Робинзона Крузо» Д. Дефо (1972).
В 1962 году окончил Московский полиграфический институт. С 1995 года — Академик Российской Академии графического дизайна. С 1998 года — заслуженный художник России. (живопись, графика, офорт, литография, иллюстрация, арт-объекты, анимация).

## Награды и звания
- Две золотые медали на Международной выставкеконкурсе искусства книги (IBA) в Лейпциге (1971, 1977)
- Гран-при (1975) и золотая медаль (1981) на Международной биеннале иллюстрации (BIB) в Братиславе
- Диплом Международного конкурса книжной иллюстрации в Москве (1975)
- Почетный диплом Президиума Верховного Совета РСФСР (1978)
- Первая премия Московского союза художников (1978, 1979),
- Бронзовая медаль на Международной биеннале гравюры и графики в Кракове (1978)
- Приз на Международной биеннале графики в Варне (1981)
- Почетный диплом на Международной биеннале иллюстрации в Барселоне (1984)
- Серебряная медаль Академии художеств СССР (1991)
- Приз немецкого радио "Лучшая книга для детей" (Германия, Австрия, Швейцария 1996)
- Международная премия критики "Лучшая книга года" (Брюссель, 1996)

## Выставки
- 1961 — персональная выставка в Москве
- 1990 — персональная выставка в Москве
- 1977 — персональная выставка в Праге (Чехословакия)
- 1977 — персональная выставка в Братиславе (Чехословакия)
- 1979 — персональная выставка в Загорске (Московская область)
- 1990 — персональная выставка в Красноярске
- 1997 — персональная выставка в Токио (Япония)
- 2000 — персональная выставка в Бордано (Италия)
- 2000 — персональная выставка в Риме (Италия)
- 2000 — персональная выставка в Венеции (Италия)
- 2001 — персональная выставка в Бари (Италия)

## Книги с иллюстрациями
- Ванчура, Вл. Пекарь Ян Маргоул : роман, повести, рассказы : пер. с чешского / Владислав Ванчура ; [вступ. статья Л. Копелева] ; [ил.: Н. Попов]. — Москва : Художественная литература, 1964. — 328 с. : ил. — [Хранится в РГБ].
- Гаузер, Г. Мозг-гигант : научно-фантастический роман / Генрих Гаузер ; послесловие Б. Л. Леонтьева ; [пер. Р. Штильмарка] ; [рис. на обл.] Н. Попова. — Москва : Мир, 1966. — 284 с. : ил. — (Зарубежная фантастика). — [Хранится в РГБ].
- Лев, Ф. Из чего всё? / Феликс Лев ; [ил. Н. Попов]. — Москва : Детская литература, 1970. — 48 с. : ил.
- Юрмин, Г. От А до Я по стране спорта. Какая ты, Спортландия? / Георгий Юрмин ; художники В. Винокур, Ю. Копейко, Н. Попов. — Москва : Физкультура и спорт, 1970. — 272 с. : ил.
- Стендаль. Ванина Ванини ; Итальянские хроники : пер. с франц. / Стендаль ; предисл. С. Артамонова ; примеч. Б. Реизова ; худож. Н. Попов. — Москва : Художественная литература, 1972. — 239 с. : ил. — (Народная библиотека). — [Хранится в РГБ]
- Волшебный жезл : сказки народов Индонезии : пер. с индонезийского, малайского, английского, немецкого и голландского языков / оформл. Н. Попова. — Москва : Художественная литература, 1972. — 216 с. — [Хранится в РГБ].
- Дефо, Д. Робинзон Крузо ; История полковника Джека : пер. с англ. / Даниель Дефо ; вступ. ст. и коммент. Д. Урнова, М. Урнова ; примеч. А. Алексеева, Л. Орел ; худож. Н. Попов. — Москва : Художественная литература, 1974. — 527 с. : ил. — (Б-ка всемирной литературы. Серия первая. Литература древнего Востока, античного мира, средних веков, Возрождения, XVII и XVIII вв.; Т. 52). — [Хранится в РГБ].
- Любимова, В. Пьесы для детей / В. Любимова ; послесл. И. Штока ; худож. Н. Попов. — Москва : Искусство, 1975. — 384 с. : ил., 1 л. портр.
- Тысяча и одна ночь : [избранные сказки] / пер. с араб. [М. Салье ; вступ. статья, сост. и примеч. Б. Шидфар ; ил.: Н. Попов]. — Москва : Художественная литература, 1975. — 479 с. : ил. — (Библиотека всемирной литературы ; Т. 19) (Серия первая. Литература древнего Востока, античного мира, средних веков, Возрождения, XVII и XVIII вв.). — [Хранится в РГБ].
- Санъютэй, Э. Пионовый фонарь : повесть / Санъютэй Энте ; пер. с яп. А. Стругацкого ; [предисл. и примеч. В. Марковой] ; [худож. Н. Попов]. — Москва : Художественная литература, 1976. — 238 с. : ил. — (Народная библиотека). — [Хранится в РГБ].
- Волшебная арфа : сказки народов Бирмы : пер. с бирманского / [сост. и предисл. Е. Западовой ; худож. Н. Попов]. — Москва : Художественная литература, 1977. — 351 с. : ил. — [Хранится в РГБ].
- Тин Сан. Нас не сломить : [роман и рассказы] / Тин Сан ; перевод с бирманского К. Шаньгина ; ил. Н. Попова ; [предисл. И. Можейко]. — Москва : Художественная литература, 1977. — 223 с. : ил. — [Хранится в РГБ].
- Лондон, Д. Рассказы / Джек Лондон ; пер. с англ. А. Елеонской. Н. Галь, Т. Озёрской [и др.] ; худож. Н. Попов. — Москва : Художественная литература, 1977. — 476 с. : ил. — [Хранится в РГБ].
- Кузьмин, Л. Дверь на лугу : коми-пермяцкие народные сказки / пересказал Лев Кузьмин ; собрал В. Климов ; рисовал Н. Попов. — Москва : Детская литература, 1980. — 36 с. : цв. ил.
- Сказки и легенды Португалии / [сост. Л. Румянцева] / пер. с португ. ; [предисл. Э. Померанцевой ; худож. Н. Попов]. — Москва : Художественная литература, 1980. — 415 с. : ил.
- Трынцы-брынцы, бубенцы : русские народные потешки, прибаутки, заклички, считалки, дразнилки, колыбельные / худож. Н. Попов ; сост. Г. Науменко ; оформ. А. Райхштейна. — Москва : Детская литература, 1984. — 112 с. : ил.
- Мифы, сказки, легенды Бразилии : [перевод с португальского] / худож. Н. Попов. — Москва : Художественная литература, 1987. — 327 с. : цв. ил.
- Крылов, И. А. Сто басен И. Крылова / [сост. и послесл. Е. Н. Лебедева ; иллюстрации Н. Е. Попова]. — Москва : Современник, 1990. — 198 с. : цв. ил. — [Хранится в РГБ].
- Платонов, А. Ноев ковчег : драматургия / Андрей Платонов ; худож. Н. Попов. — Москва : Вагриус, 2006. — 463 с. : ил. — [Хранится в РГБ].
- Попов, Н. Зачем? : [книжка-картинка] / Николай Попов. — Москва : РИПОЛ классик, 2010. — [36] с. : цв. ил. — (Шедевры книжной иллюстрации — детям).
- Ломм, А. Исполин над бездной : фантастический роман / Александр Ломм ; худож. Г. Филипповского, Н. Попова. — Екатеринбург : Тардис, 2015. —142 с. : ил. — (Фантастический раритет ; вып. 317). — [Хранится в РГБ].
- Дверь на лугу : коми-пермяцкие сказки / пересказал Лев Кузьмин ; рисовал Николай Попов. — Санкт-Петербург ; Москва : Речь, 2016. — 44 с. : цв. ил. — (Образ Речи).
- Трынцы-брынцы, бубенцы... : русские народные потешки, прибаутки, заклички, считалки, дразнилки, колыбельные песни / художник Николай Попов. — Санкт-Петербург ; Москва : Речь, 2016. — 143 с. : ил. — (Читаем с «Библиогидом»).
- Блок, А. Двенадцать : на русском и других европейских языках / Александр Блок ; иллюстрации к поэме: Николай Попов ; [сост. Н. Л. Глазкова и др.]. — Москва : Центр книги Рудомино, 2017. — 271 с. : ил.
- Indigenous Tales from Brazil /Amazonia Groundwood Book / Pictures by Nik.Popov 2013
- Gallaz, C. Stravinski / Christophe Gallaz ; ill: Nikolai Popov. — Genève : La joie de lire, 1992. — 32 pp. : ill.
- Popov, N. Pourquoi? / Nikolai Popov. — Gossau / Zunch : Nord-Sud, 1995. — [36] pp. : il.
- Stravinsky by C. Gallaz , ill. by Nik.Popov Edition la joie de lire 1993
- “The Silly Parade and other topsy-turvy poems” poems by Anne Dwyer, ill. by Nik.Popov  Rovakada Publishing San Francisco 2016
- The great shoe parade, /minedition/ 2018
- WARUM? Книга без текста /MICHAEL NEUGEBAUER VERLAG/  Zurich Switzerland 1995